# 베니건스

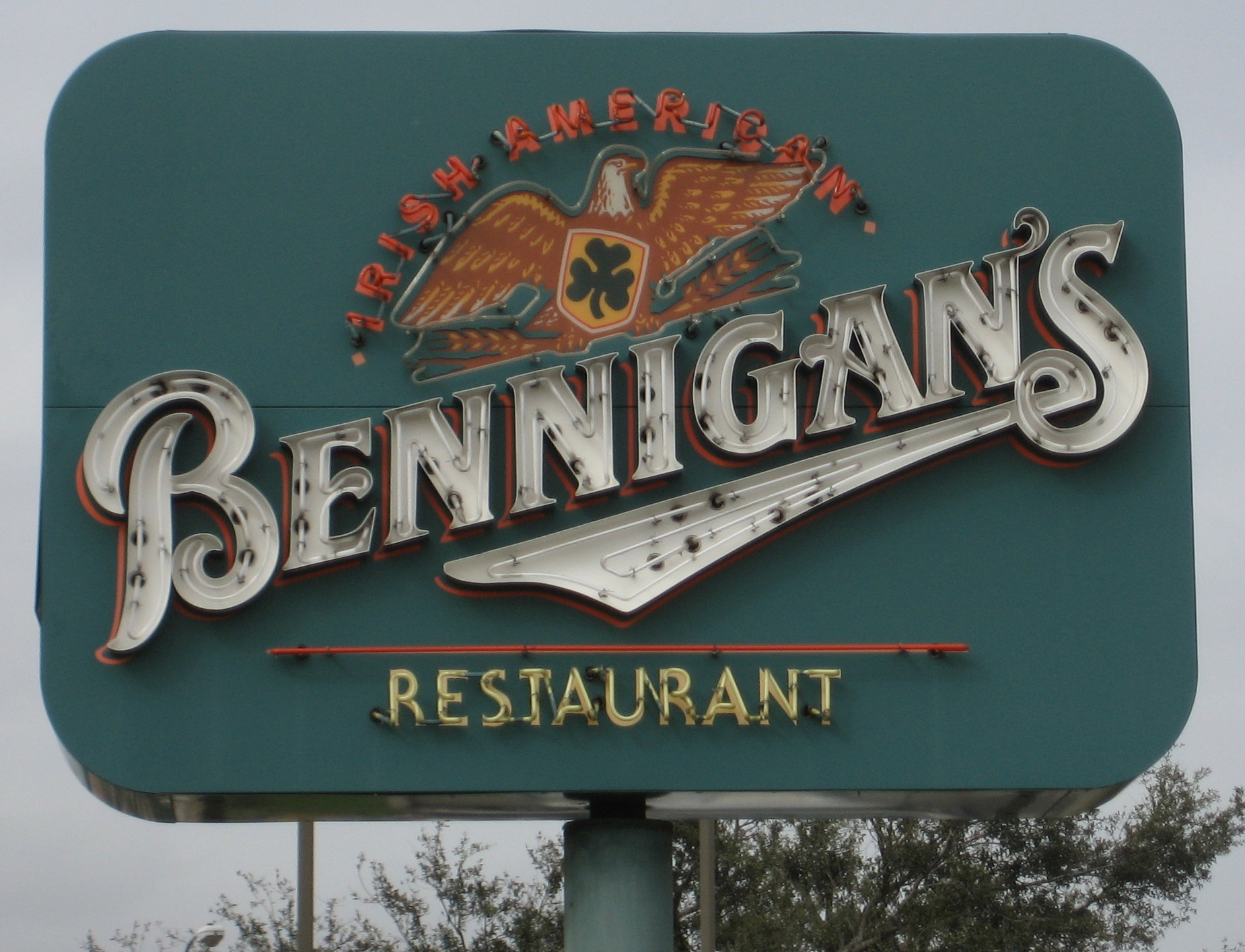
루이지애나주에 있는 베니건스 싸인

베니건스(Bennigan's)는 미국의 아일랜드식 레스토랑 체인이다.

## 개요
베니건스는 19세기 중반으로 접어드는 1840년대에 아일랜드에서 이주한 베니건스가의 터번(선술집)에서 유래되었으며, 1976년에 조지아주 애틀랜타에서 노만 브링커(Norman Brinker)에 의해 레스토랑으로 설립되었다. 그러나, 2008년에 부도를 맞았고, 2010년에 소유자가 바뀌면서 다시 창립되었다. 2012년 기준으로, 11개 주에서 총 31개의 매장이 운영되고 있다. 본사는 텍사스주 댈러스에 위치해 있다.

## 대한민국의 베니건스
대한민국에서는 오리온그룹과 제휴하여 1995년에 대학로에서 처음 문을 열었다. 이후 2009년에 바른손에서 인수하여 바른손베니건스로 상호가 변경되었으나, 2016년 2월 14일 자로 21년 만에 끝으로 철수하였다.